# Мингечевирский государственный университет
Мингечевирский государственный университет (азерб. Mingəçevir Dövlət Universiteti) — высшее учебное заведение Азербайджана. Расположено в городе Мингечевир.

## История
В 1991 году с целью подготовки кадров, подходящих для нужд промышленных предприятий, расположенных в регионе был открыт мингечевирский филиал АзИНЕФТЕХИМ имени М. Азизбекова (ныне — Азербайджанский государственный университет нефти и промышленности). 
25 августа 1992 года на базе филиала создан Мингечевирский энергетический институт, который позже был переименован в Мингечевирский политехнический институт.
24 июля 2015 года на базе Мингечевирского политехнического института был создан Мингечевирский государственный университет.
Был упразднён Мингечевирский филиал Азербайджанского института учителей. Его материально-техническая база была передана университету.
30 апреля 2019 года университет получил государственную аккредитацию.
9 августа 2022 года университет был преобразован в высшее учебное заведение, имеющее статус публичного юридического лица при Министерстве науки и образования Азербайджана, и был утверждён устав университета.

## Общие сведения
В университете осуществляется подготовка кадров по 24 специальностям бакалавриата и 14 специализациям магистратуры, охватывающим экономический, инженерный и педагогический профили. Действуют 3 факультета и 10 кафедр. В университете обучается более 3000 студентов и магистрантов.
Работает более 300 сотрудников, в том числе 195 представителей профессорско-преподавательского состава, из которых 5 докторов наук, 57 докторов философии, 3 профессора, 43 доцента. В университете также работают 2 профессора из Университета Гази в Турции.
Университет сотрудничает с высшими учебными заведениями других стран, включая Казахстан, Турцию, Украину и Литву. 
В 2019/2020 учебном году в рамках программы Erasmus+ 5 студентов МГУ проучились один семестр в Университете Вальядолид в Испании.

## Ректоры
- Акиф Гаджиев (2019)
- Шахин Байрамов (31 июля 2019 — 20 мая 2024)[6][7]
- Анар Эминов (с 9 апреля 2025)[8]